# アグリニオ
アグリニオ（ギリシア語: Αγρίνιο / Agrinio） または アグリニオン（カサレヴサ: Αγρίνιον / Agrinion）は、ギリシャ共和国西ギリシャ地方エトリア＝アカルナニア県の都市で、その周辺地域を含む基礎自治体（ディモス）。県の中心都市で、市域には県全土の4分の1にあたる約10万人（都市としてのアグリニオには約5万人）が暮らしている。

## 名称
ラテン語名はアグリニウム。
中世から1925年まではヴラチョリ（Βραχώρι）として知られていた。

## 地理
街の歴史は古代にまでさかのぼる。古代の市街は現在の3km北東にあり、これまでに城壁や遺物が発見されている。

## 歴史
神話によると、アグリニオはアイトーロスの孫、ポルテウスの息子に当たるアグリオスが築いたが、紀元前314年にカッサンドロスの手に堕ちた。
オスマン帝国時代には住民の大多数をトルコ系が占めた。1585年にテオドロス・ミガスの乱が起こると街は廃墟と化した。18世紀初頭に現在のエトリア＝アカルナニアの中心地となった。ギリシャ革命に参加し、1821年6月11日に一時的にオスマン帝国の支配から脱した。1832年7月9日にコンスタンティノープル条約 (en) によりギリシャ領となり、地名もアグリニオンに戻された。
希土戦争中、現在のトルコ西部から多くの人々がアグリニオに移ってきた。また、エピルスやエヴリタニアからハギオス・コンスタンティノスに移住する人々もいた。
1930年には道路が舗装され、給水塔も設備された。まだ古代の面影が残る街に電気も通った。クレマスタとカストラキの2箇所に建設された水力発電ダムから、経済発展の恩恵を享受した。
中心街の南東にあるトリコニス湖ではたびたび大地震が発生し、その都度アグリニオも被害を蒙ってきた。2007年6月7日には豪雨が街を襲い、数軒の家が浸水した。

## 社会

### 経済・産業
19世紀の終わりから20世紀初頭にかけ、住民の大多数はパパストラトスやパパゴプルー、パパペトルーなどのタバコ企業のもとタバコ栽培を行っていた。現在はアグリニオ・オリーブの生産で知られる。

### 人口
| 年度   | 町としての人口 | 自治体としての人口Treaty of Constantinople (1832) |
| ------ | -------------- | ------------------------------------------------- |
| 1981年 | 35,773         | -                                                 |
| 1991年 | 39,638         | 52,081                                            |
| 2001年 | 42,390         | 54,523                                            |

## 交通
国道5号や欧州ルート55号が通るほか、東のカルペニシやラミアとは国道38号や欧州ルート862号でつながっている。リオン＝アンティリオン橋梁の北西、メソロンギの北、アスタコスの北東、レフカダやプレヴェサの東南東、アルタやイオアニナの南、カルペニシやラミアの西南西にそれぞれ位置する。

## 行政
都市の紋章には、ヘラクレスが河の神アケローオスと闘うギリシャ神話の一シーンが描かれている。

### 地区
- アギオス・イオアニス・リガナス（Agios Ioannis Riganas）
- アクロポタモス（Akropotamos）
- ブシ（Bouzi）
- ギアヌシ（Giannouzi）
- ディアマンティカ（Diamanteika）
- エレフテリア（Eleftheria）
- レフカ（Lefka）
- リアグキカ（Liagkeika）
- ピルギ（Pyrgi）
- スキノス（Schinos）
- ストロンギリカ（Strongyleika、Strongileika）

## 観光スポット
- アグリニオ考古学博物館
- 20世紀初頭の巨大なタバコ貯蔵庫
- パパストラティオ公園
- ディモクラティアス広場
- トリコニス湖とリシマキア湖
- アグリニオ空港（IATA：AGQ、ICAO：LGAG）

## スポーツ
第二部でプレイするパネトリコスFCが本拠地としている。

## ゆかりの人物
- ストラトス・アポストラキス - サッカー選手
- ゲラシモス・アフゲロプロス - 民族人民解放軍（ELAS）指導者
- パナギオティス・ダングリス - 軍人・政治家
- フィリポス・ダルラス - サッカー選手
- ペトロス・フィスン - 俳優
- クリストス・カプラロス - アーティスト
- ミカリス・クシス - マラソン選手
- アリスティディス・モスコス - ミュージシャン
- ピタゴラス・パパスタマティウ - 作家
- テオドロス・パパディミトリウ - 彫刻家
- クリストス・ガルファリス - 作家
- エヴァンゲロス・パパストラトス - ビジネスマン
- ルキア・ピスティオラ - 俳優
- ヤニス・イファンティス - 詩人